# Отважные (телесериал, Канада)
«Отва́жные» (фр. Les intrépides) — детско-юношеский канадский приключенческий телесериал, выходивший на канадском телевидении в 1993—1996 годах. Сериал стал первой работой актёра Лорана Дойча.

## Сюжет
Том Миллер (Лоран Дойч) и Жюли Буало (Джессика Баркер) — сводные брат и сестра 12 лет. Отец Тома Робер, француз по происхождению, женился на канадке Клер. Во время первого визита к Миллерам Жюли узнала, что Том ведёт неофициальные радиопередачи, и присоединилась к нему. После того, как они услышали в эфире призыв о помощи и вместе пережили первое из своих приключений, подростки назвались командой «Отважных». Любой попавший в беду человек мог позвонить в прямой эфир их радиопрограммы, попросить совета или рассчитывать на помощь и поддержку.
Место действия сериала порой переносилось в Квебек, на родину Жюли, но и там Отважные находили новые приключения.

## Трансляции
Телесериал передавался во Франции на телеканалах Франс 3 (фр. France 3) и Канал J (фр. Canal J), в Канаде — на Canal Famille (фр.), Radio-Canada (англ.) и Télé-Québec (англ.). Телесериал также транслировался в России на канале ТНТ в 2000 м году.
Сериал выпускался двумя сезонами по 26 серий в каждом.

## В ролях
- Лоран Дойч — Том Миллер
- Джессика Баркер — Жюли Буало
- Даниэль Прул — Клер Буало
- Люк Жантил — Роберт Миллер
- Гийом Леме-Тивьерж — Себастьян

## Съёмочная группа
| Сценаристы: - Эрик Роньяр - Джоан Арсено - Франсуа Буле | Режиссёры: - Жильберто Азеведо - Оливье Ланглуа - Лоран Леви |

## Номинации
В 1995 году сериал выдвигался на получение премии Gémeaux (фр.) в номинации «Лучший звук».